# Gallup (New Mexico)
Gallup is een plaats (city) in de Amerikaanse staat New Mexico, en valt bestuurlijk gezien onder McKinley County. Het ligt aan de historische Route 66 en wordt vermeld in het gelijknamige liedje.
De plaats is sinds 1939 de zetel van het rooms-katholieke bisdom Gallup.

## Demografie
Bij de volkstelling in 2000 werd het aantal inwoners vastgesteld op 20.209.
In 2006 is het aantal inwoners door het United States Census Bureau geschat op 19.301, een daling van 908 (-4,5%).

## Geografie
Volgens het United States Census Bureau beslaat de plaats een oppervlakte van
34,6 km², geheel bestaande uit land.

## Geschiedenis
De plaats ontstond aan de spoorweg die rond 1880 werd aangelegd. In 1884 woonden er ongeveer twaalf families in Gallup. Dankzij de steenkoolmijnen groeide de bevolking snel.

## Plaatsen in de nabije omgeving
De onderstaande figuur toont nabijgelegen plaatsen in een straal van 32 km rond Gallup.

## Geboren
- Carolyn Shoemaker (1929-2021), astronoom